# Wing Tsun
Wing Tsun (詠春, "evig vår") är en form av kampkonst av kung fu-typ som leds av Leung Ting, bosatt i Hongkong. 
Leung Ting tränade under mästaren Leung Sheung som var elev till den inom Wing Chun legendariske Yip Man. Leung Ting tränade också delvis direkt under Yip Man; det är dock oklart i vilken utsträckning. Leung Ting grundade tidigt sin egen "familj" inom Wing Chun-stilen och kallade den Wing Tsun. Med stavningen WingTsun är detta numera ett registrerat varumärke för världens till antalet medlemmar största Kung Fu-organisation. Wing Tsun-familjen har ca 100 000 medlemmar över hela världen. Leung Ting var tidigare högt uppsatt inom Ving Tsun Athletic Association, en annan förgrening inom Wing Chun/Wing Tsun.
Wing Tsun kan anses vara en progressiv form av traditionell Wing Chun. Man lägger stor tonvikt vid att högt graderade utövare skall skriva avhandlingar både om Wing Tsun och andra kampformer. Wing Tsun-utövare vill gärna se sig själva som intellektuella kampformsutövare med en vetenskaplig ton i utövandet.
Rent visuellt kan man säga att Wing Tsun har ett mjukare, mer böljande uttryck än traditionell Wing Chun som ser "knyckigare" och hårdare ut. Kung Fu-teoretiker vill ofta placera Wing Chun bland de "hårda" eller "yttre" stilarna, men Wing Tsun-utövare vidhåller att ursprunget för deras stil ligger närmre de "mjuka" eller "inre" stilarna, såsom Taijiquan, Xingyiquan och Baguazhang.
I Europa leds Wing Tsun-familjen sedan många år av Keith R. Kernsprecht, bosatt i ett slott utanför Heidelberg i Tyskland.